# Psychanalyse à l'université
La revue Psychanalyse à l'université (1975-1994), fondée par Jean Laplanche, qui en est devenu le directeur aux Presses universitaires de France, souhaitait favoriser l'insertion universitaire de la psychanalyse et du développement de la recherche scientifique psychanalytique à l'université.

## Histoire et contexte
Jean Laplanche a voulu inscrire la psychanalyse dans la communauté et dans la tradition de recherche universitaires. Dans cette perspective, il fonde le Laboratoire de psychanalyse et un cursus doctoral, en 1980, à l'université Paris VII. Il fonde la revue, dans la même orientation de recherche universitaire et psychanalytique, en 1975. Bien des psychanalystes y ont écrit leurs premiers articles.
Des centres de recherches de plusieurs universités parisiennes y participaient : le Centre de recherches en psychanalyse et psychopathologie de l'université Paris-VII, le Centre de recherches et d'études freudiennes de l'université Paris X-Nanterre, le Centre de recherches en psychopathologie de l'université Paris XIII-Villetaneuse. Jacques André, Yvon Brès, Maurice Dayan, Roger Dorey, Pierre Fédida, Jacques Gagey, Jean Guyotat notamment, furent membres du comité de rédaction. Evelyne Larguèche tenait le secrétariat de rédaction.

## Vie de la revue
La revue édite 76 numéros, de décembre 1975 à fin 1994. Les dix-neuf années de parution de la revue correspondent à une époque dynamique de la psychanalyse française, sur le plan de l'édition et de l'exigence scientifique — par exemple, avec la création, d'une façon presque contemporaine, par J.-B. Pontalis, de la Nouvelle Revue de psychanalyse (1970-1994) —, dynamisme auquel la création de la revue Psychanalyse à l'université contribue.

## «Pour la psychanalyse à l’Université» (Jean Laplanche)…
Dix ans après qu’eut cessé de paraître Psychanalyse à l'université, Jean Laplanche explique en 2004, dans un article qui salue le premier numéro d'une nouvelle revue intitulée Recherches en psychanalyse, sous la direction de Sophie de Mijolla-Mellor et de Paul-Laurent Assoun : « En octobre 1994, après dix-neuf années, la revue Psychanalyse à l'Université arrêtait sa parution, non par une décision interne, mais du seul fait de notre éditeur ». Et il rappelle :

« Le titre de l'ancienne revue, lui-même, sonnait comme un défi, en tout cas comme l'affirmation que la Psychanalyse, à l'Université, devait regagner et maintenir la place qui lui revient, comme discipline à part entière. L'histoire de la Revue, fut ponctuée, en parallèle, par la présence et l'aventure de la Psychanalyse à Paris VII. Aventure de l'UER des Sciences Humaines Cliniques, créée dans l'élan de 1968 et l'émancipation d'une psychologie clinique inspirée par la Psychanalyse, par rapport à une psychologie qu'on disait alors “expérimentale”. »

— Jean Laplanche, « Pour la psychanalyse à l'Université », Recherches en psychanalyse, 2004, 1, p. 9 ; et dans J. Laplanche, Sexual, 2007, p. 215-216.